# Amphelictus hovorei
Amphelictus hovorei là một loài bọ cánh cứng trong họ Cerambycidae.